# Mary Moore-Bentley
Mary Moore-Bentley, född 1865, död 1953, var en australisk författare och feminist. 
Hon blev 1903, tillsammans med Nellie Martel, Vida Goldstein och Selina Siggins, en av de första fem kvinnor som ställde upp i Australiens federala parlament (ingen av dem vann dock valet).